# Выборы в Брянскую областную думу (2014)
Выборы в Брянскую областную думу шестого созыва состоялись в Брянской области 14 сентября 2014 года в единый день голосования. Одновременно в Брянске состоялись выборы депутатов Брянского городского Совета народных депутатов.
Выборы в областную думу прошли по смешанной избирательной системе: из 60 депутатов 30 были избраны по партийным спискам (пропорциональная система), а ещё 30 — по одномандатным округам (мажоритарная система), из которых 10 — в городе Брянске. Для попадания в думу по пропорциональной системе партиям было необходимо преодолеть заградительный барьер, который по сравнению с выборами предыдущих созывов был снижен с 7 до 5 процентов.
Срок полномочий думы — 5 лет.
На 1 января 2014 года в Брянской области было зарегистрировано 1 034 628 избирателей.

## Подготовка
Предыдущие выборы 5 созыва состоялись 1 марта 2009 года, соответственно выборы 6 созыва должны были пройти в марте 2014 года.
10 марта 2011 года президент РФ Дмитрий Медведев подписал поправки в закон «Об основных гарантиях избирательных прав», согласно которым регионы получили возможность совмещать региональные выборы с федеральными. Депутаты региональных парламентов могут продлевать или сокращать свои полномочия на срок не более шести месяцев (раньше выборы можно было перенести только в рамках одного календарного года). А в июне 2012 года был принят закон, установивший единый день голосования лишь раз в году во второе воскресенье сентября.. Таким образом срок полномочий депутатов думы 5 созыва будет увеличен на шесть месяцев, до дня первого заседания Брянской областной думы 6 созыва.
21 мая 2014 года на внеочередном заседании Брянской областной Думы депутаты сразу в трёх чтениях приняли поправки в законы «О выборах депутатов Брянской областной Думы», «О выборах депутатов представительных органов муниципальных образований в Брянской области» и «О выборах глав муниципальных образований в Брянской области» — законы были приведены в соответствии с федеральным законодательством. В законы о выборах депутатов введена такая правовая норма, как сбор партиями подписных листов. При этом от сбора подписей освобождены партии «Единая Россия», «КПРФ», «Справедливая Россия» и «ЛДПР», как представленные в Брянской областной Думе, а также «Яблоко» и «Патриоты России». Проходной барьер для партий был снижен с 7 % до 5 %.
12 июня областная дума официально назначила выборы на 14 сентября.

## Выдвижение и регистрация
В выборах имели право участвовать 69 политических партий, выдвинули кандидатов — 12 партий. Все политические партии, которые выдвинули своих кандидатов на выборах в Брянскую областную думу, смогли преодолеть этап регистрации. Пять политических партий («Единая Россия», КПРФ, «Справедливая Россия», ЛДПР и «Яблоко») имели право выдвигать кандидатов без сбора подписей избирателей как парламентские в соответствии с пунктом 3 статьи 351 Федерального закона № 67-ФЗ, ещё одна партия («Патриоты России») была освобождена от сбора подписей в соответствии с пунктами 4 и 5 статьи 351 Федерального закона № 67-ФЗ.

## Предвыборная кампания
По 30 одномандатным округам было выдвинуто 190 кандидатов, и партийных, и самовыдвиженцев.
По единому округу партийные списки представили 10 партий:
| 1. КПРФ 2. Единая Россия 3. ЛДПР 4. Коммунисты России 5. Коммунистическая партия социальной справедливости | 1. Российская партия пенсионеров за справедливость 2. Партия Великое Отечество 3. Гражданская платформа 4. Родина 5. Справедливая Россия |

Партии «Яблоко» и «Патриоты России» выдвинули своих кандидатов лишь по одномандатным округам.

## Результаты
|                                | «Единая Россия»                | 371 520   | 71,90 % | 26 |  |  | 29 | 55 | 91,67 % |  |  |  |
|                                | КПРФ                           | 46 940    | 9,08 %  | 3  |  |  | 1  | 4  | 6,67 %  |  |  |  |
|                                | ЛДПР                           | 26 983    | 5,22 %  | 1  |  |  | 0  | 1  | 1,67 %  |  |  |  |
|                                |                                |           |         |    |  |  |    |    |         |  |  |  |
|                                | «Коммунисты России»            | 16 181    | 3,13 %  | 0  |  |  | 0  | 0  | 0 %     |  |  |  |
|                                | «Справедливая Россия»          | 14 839    | 2,86 %  | 0  |  |  | 0  | 0  | 0       |  |  |  |
|                                | «Партия пенсионеров»           | 9270      | 1,79    | 0  |  |  | 0  | 0  | 0 %     |  |  |  |
|                                | «Родина»                       | 7912      | 1,53    | 0  |  |  | 0  | 0  | 0       |  |  |  |
|                                | КПСС                           | 4415      | 0,85    | 0  |  |  | 0  | 0  | 0       |  |  |  |
|                                | «Гражданская платформа»        | 3521      | 0,68    | 0  |  |  | 0  | 0  | 0       |  |  |  |
|                                | «Партия Великое Отечество»     | 2475      | 0,48    | 0  |  |  | 0  | 0  | 0       |  |  |  |
|                                | «Яблоко»                       | н/у       | н/у     | 0  |  |  | 0  | 0  | 0       |  |  |  |
|                                | «Патриоты России»              | н/у       | н/у     | 0  |  |  | 0  | 0  | 0 %     |  |  |  |
| Действительные бюллетени       | Действительные бюллетени       | 504 056   | 97,55   |    |  |  |    |    |         |  |  |  |
| Недействительные бюллетени     | Недействительные бюллетени     | 12 659    | 2,45    |    |  |  |    |    |         |  |  |  |
|                                |                                |           |         |    |  |  |    |    |         |  |  |  |
| Общее число избирателей и явка | Общее число избирателей и явка | 1 034 146 | 48,74   | 30 |  |  | 30 | 60 | 100     |  |  |  |

## После выборов
В конце сентября в Брянске суд признал незаконными результаты выборов в областную думу по Володарскому одномандатному избирательному округу № 9 из-за отсутствие гражданства РФ у победителя голосования по округу, кандидата партии «Единая Россия» Якова Такварова, бывшего депутата брянского горсовета.
Ряд партий, участвовавших в выборах, в частности, «Справедливая Россия» и «Яблоко», заявили о массовых нарушениях.
30 сентября 2014 года председателем Брянской областной Думы на безальтернативной основе был избран депутат от партии «Единая Россия» В. И. Попков (генеральный директор ОАО «Брянскоблгаз», депутат облдумы 3-го, 4-го и 5-го созывов), а его заместителями стали члены «Единой России» А. П. Бугаев и В. В. Минаков. Как и в прежнем созыве, были созданы 8 постоянных профильных комитетов, из которых лишь один (самый малочисленный — по молодёжной политике, физической культуре и спорту) возглавил неединорос, депутат от КПРФ С. С. Антошин. В начале октября были сформированы две депутатские фракции: партии «Единая Россия» (55 депутатов) и КПРФ (4 депутата).